# Esko Töyri
Esko Emil Töyri, do 1935 Törnroos (ur. 6 października 1915 w Helsinkach, zm. 4 listopada 1992 w Keravie) – fiński operator filmowy i reżyser. Podczas swojej kariery zdobył trzy Nagrody Jussi za najlepsze zdjęcia: w 1949 roku za filmy Vain kaksi tuntia i Hornankoski, w 1950 roku za Katupeilin takana, Rosvo Roope i Hallin Janne, a w 1953 roku za Noita palaa elämään.

## Wybrana filmografia (jako operator filmowy)
- Sellaisena kuin sinä minut halusit (1944)
- Houkutuslintu (1946)
- Pikajuna pohjoiseen (1947)
- Rosvo Roope (1949)
- Putkinotko (1954)
- Lain mukaan (1956)
- Kultainen vasikka (1961)
- Tähdet kertovat, komisario Palmu (1962)
- Hopeaa rajan takaa (1963)